# Фон Ан, Луис
Луис Фон Ан (исп. Luis von Ahn; род. 19 августа 1978, Гватемала, Гватемала) — гватемальский предприниматель и учёный. Специалист в области краудсорсинга.
Получил степень бакалавра в 2000 году в Университете Дьюка, магистра в 2003 году и доктора философии в области информатики в 2005 году в Университете Карнеги — Меллона.
Участвовал в создании Капча (для компании Yahoo!), ESP игры (лицензирована компании Google), reCAPTCHA (в 2009 году куплена Google) и Duolingo.

## Награды и отличия
- Стипендия Мак-Артура (2006) (500 тысяч долларов)[4]
- Назван в "Бриллиантовой десятке" 2006 года журнала Popular Science[5]
- Microsoft New Faculty Fellow (2007) (200 тысяч долларов)[6]
- TR35 (2007)
- Стипендия Паккардов (2009) (875 тысяч долларов)[7]
- Премия имени Грейс Мюррей Хоппер (2011)[8]
- PECASE (2011)[9]
- Lemelson–MIT Prize (2018)